# Храмов, Алексей Васильевич
Алексей Васильевич Храмов (25 февраля 1909, Белебей, Уфимская губерния — 14 ноября 1978, Уфа) — советский художник, Заслуженный художник БАССР (1974).

## Биография
Алексей Васильевич Храмов родился в 25 февраля 1909 года в г. Белебее.
Дед художника по матери — уфимский купец второй гильдии Михаил Андреевич Степанов-Зорин (1845—1921). В 1909 году прадед начал возводить в Уфе храм Вознесения Господня. Деньги собрали среди уфимских купцов. Пожертвование на это строительство сделал и император Николай II. Вознесенская церковь построилась в 1919 году, а потом была разрушена властями и на этом месте была построена школа. У Михаила Андреевича была дочь — Прасковья Степанова. Муж дочери, белебеевский купец Василий Храмов, был расстрелян. Сын, Алексей Васильевич Храмов, остался без отца. Мать воспитала и вырастила четверых детей.
В 1930 году Алексей Васильевич окончил художественное отделение Уфимского техникума искусств по классу Л. В. Лезенкова и Н. В. Самарина. Алексея Васильевича, как имеющего купеческое происхождение, не приняли учиться в Академию художеств, не разрешали продавать свои картины. Он месяцами жил без средств к существованию. В основном жили в Уфе на скромную зарплату жены — учительницы.
Участвовал в организации секции молодёжи АХРРа (1928), кооперативного товарищества «Баш-художник» (1932), Башкирского отделения Союза художников (1937). Избирался членом правления Башкирского Союза художников (1937—1955), членом художественного Совета при Башкирских художественных мастерских (1932—1956).
Участник Великой Отечественной войны, Храмов пять лет провёл на передовой, был в окружении, участвовал в обороне Ленинграда, форсировании Днепра, штурме Кёнигсберга. Домой вернулся после победы над Японией и вновь занялся живописью.
Член Союза художников с 1937 г. Заслуженный художник БАССР, 1974. Имел двоих сыновей. Умер 14.11.1978 года в г. Уфе.
Сын А. В. Храмова, Петр Алексеевич Храмов (1939—1995), был известным художником-монументалистом и писателем. Он -автор романа-воспоминания «Инок» (впервые опубликован(первая часть) в журнале «Крещатик» № 23-24 −2004 год, полностью — в журнале «Бельские просторы» 2008 (№ 9-10) и 2009 (№ 10-11)). Издание романа отдельной книгой — Уфа, изд-во «Китап», 2012 г., тираж 1500 экз.
Мозаики, росписи и рельефы Храмова Петра Алексеевича украшают стены Дворца культуры УЗЭМИК, строительного факультета нефтяного университета, Уфимского железнодорожного вокзала, дворцов культуры, институтов и детских садов Салавата, Благовещенска, Мелеузовского района.

## Работы
В паровозном депо, х. м., 1932. В. И. Ленин в дни Октября, х. м., Панно «Коневодство» в павильоне «Башкирия» ВСХВ, Москва, В. И. Чапаев и М. В. Фрунзе в боях за Уфу, х. м., 1947. Уральский пейзаж, х. м., 1951. Генерал Шаймуратов, х. м., 1955. Урал, х. м., 1957. Зимка, х. м., 1958. Салават на коне, х. м., 1959. Генерал Шаймуратов, х. м., 1963. Первый снег, х. м., 1970—1971. Башкирская деревня, х. м., 1969—1972. Черемуха цветет, х. м., 1972. Сирень, х. м., 1973. Урал, х. м., 1973. Осень, х. м., 1973. Камни Урала, х. м., 1974. На ферме, х. м., 1975, картины Рыбаки, Домой.

## Выставки
- До 1934 — на выставках АХРРа, Уфа.
- Республиканские, Уфа, с 1932 г. на всех, кроме молодёжных.
- Всероссийская выставка произведений периферийных художников РСФСР, Москва, 1938.
- Межобластная художественная выставка, Казань, 1947.
- Декадная выставка произведений художников, Москва, Ленинград, 1969.
- Зональные выставки «Урал социалистический»: Челябинск, 1969; Уфа, 1974.
- Выставка произведений художников БАССР, посвященная 100-летию со дня рождения В. И. Ленина, Ульяновск, 1970.
- Выставка произведений художников автономных республик РСФСР, Москва, 1971.
- Выставка произведений художников БАССР в ГДР, г. Галле, 1975.
- Персональная выставка в выставочном зале СХ БАССР, г. Уфа, 1980.
- Персональная выставка в Управлении МВД РБ, г. Уфа, 1995.
- Персональная выставка в Мемориальном доме-музее С. Т. Аксакова, г. Уфа, 1997.
- Персональная выставка в с. Николо-Березовка РБ, 1997.
- Персональная выставка в г. Белебей РБ, 1998.
- Персональная выставка в Мемориальном доме-музее С. Т. Аксакова, г. Уфа, 1999.
- Персональная выставка в Мемориальном доме-музее С. Т. Аксакова, г. Уфа, 2001.
- Персональная выставка в РКБ им. Г. Г. Куватова, г. Уфа, 2002.
- Персональная выставка в Центральном выставочном зале СХ РБ, г. Уфа, 2002.
- Персональная выставка в Мемориальном доме-музее С. Т. Аксакова, г. Уфа, 2002.
- Персональная выставка в г. Белебей РБ, 2002.
- Персональная выставка в Международном славянском культурном центре, г. Москва, 2003.
- Персональная выставка в г. Златоуст, 2004.
- Выставка произведений А. В. Храмова в БГХМ им. М. В. Нестерова, г. Уфа, 2004.
- Выставка художников-фронтовиков в выставочном зале БГХМ им. М. В. Нестерова «Ижад», г. Уфа, 2005.
- Персональная выставка в г. Белебей РБ, 2005.
- Персональная выставка в Мемориальном доме-музее С. Т. Аксакова, г. Уфа, 2005.
- Персональная выставка в г. Белебей РБ, 2006.
- Выставка «Художники-шестидесятники — наследники М. В. Нестерова» в Мемориальном доме-музее С. Т. Аксакова, г. Уфа, 2007.
- Персональная выставка в галерее «Урал», г. Уфа, 2007.
- Персональная выставка в Башкирском речном пароходстве, г. Уфа, 2009.
- Персональная выставка в г. Белебей РБ, 2009.
- Персональная выставка в Центральном выставочном зале СХ РБ, г. Уфа, 2009.
- Персональная выставка в Мемориальном доме-музее С. Т. Аксакова, г. Уфа, 2014.
- Персональная выставка в Историко-художественном музее г. Трехгорный, 2015.
- Персональная выставка в г. Салават РБ, 2015.
- Персональная выставка в г. Ишимбай РБ, 2015.

## Награды
- Орден Красной Звезды (1943)
- медали, в том числе:
  - «За оборону Сталинграда» (1943)
  - «За победу над Германией» (1946)
  - «За победу над Японией» (1946)
  - «В ознаменование 100-летия со дня рождения Владимира Ильича Ленина» (1970)
  - «30 лет Победы в Великой Отечественной войне 1941—1945 гг.» (1975)
- Почётная грамота Президиума Верховного Совета БАССР, 1969.